# Xestaspis loricata
Xestaspis loricata är en spindelart som först beskrevs av Ludwig Carl Christian Koch 1873.  Xestaspis loricata ingår i släktet Xestaspis och familjen dansspindlar. Inga underarter finns listade i Catalogue of Life.